# Il Giustino
Il Giustino é uma das óperas do compositor barroco Antonio Vivaldi.